# Jackie Manuel
Jackie Kameron Manuel (West Palm Beach, 29 marzo 1983) è un ex cestista e allenatore di pallacanestro statunitense, professionista nella NBA Development League e in Giappone.

## Palmarès
- Campione NCAA (2005)